# Григоров, Михаил Стефанович
Михаил Стефанович Григоров (9 ноября 1934 года, с. Устинка, Белгородский район, Белгородская область, РСФСР — 18 апреля 2017 года, Ташкент, Республика Узбекистан) — советский и российский учёный в области гидромелиорации, академик РАСХН (1993), академик РАН (2013), заслуженный деятель науки и техники Российской Федерации (1994). Являлся единственным доктором наук в России и СНГ по внутрипочвенному орошению, в том числе с применением сточных вод.

## Биография
В 1959 г. окончил Новочеркасский инженерно-мелиоративный институт.
- 1960—1961 гг. — начальник участка, главный инженер-мелиоратор Ракитянской ММС (Белгородская область),
- 1961—1962 гг. — директор Шебекинской ММС Белгородской области,
- 1962—1965 гг. — аспирант, 1965—1967 гг. — ассистент, 1967—1968 гг. — старший преподаватель, 1968—1969 гг. — и. о. доцента кафедры сельскохозяйственной мелиорации Новочеркасского инженерно-мелиоративного института,
- 1969—1973 гг. — заведующий кафедрой организации и технологии гидромелиоративных работ Белорусской сельскохозяйственной академии.

С 1973 г. на преподавательской работе в Волгоградском сельскохозяйственном институте (затем — Волгоградский государственный аграрный университет):
- 1973—1981 гг. — заведующий кафедрой сельскохозяйственного водоснабжения,
- 1974—1977 гг. — декан гидромелиоративного факультета,
- 1981—1983 гг. — заведующий кафедрой технологии гидромелиоративных работ и комплексного использования водных ресурсов,
- 1983—2004 гг. — заведующий кафедрой сельскохозяйственной мелиорации и геодезии, одновременно в 1987—1989 гг. — декан гидромелиоративного факультета,
- с 2005 г. — профессор кафедры мелиорации земель и природообустройства.

Доктор технических наук (1987), профессор (1988). Академик РАСХН (1993), академик РАН (2013) — после реформы государственных академий наук в России.
Скончался 18 апреля 2017 года на 82-м году жизни. Похоронен на Центральном кладбище Волгограда.

## Научная деятельность
Разработчик технологий внутрипочвенного орошения, орошения в теплицах, орошения сточными водами, способов, техники полива и режимов орошения основных сельскохозяйственных культур для различных почвенно-климатических условий, систем капельного орошения, дождевания, поверхностных поливов в разных регионах.
Автор и соавтор более 800 научных трудов, в том числе 90 книг, брошюр и методических рекомендаций. Получил 50 авторских свидетельств на изобретения. Подготовил 13 докторов и 60 кандидатов наук.

## Награды и звания
Орден Дружбы (2004), медали.
- Заслуженный деятель науки и техники Российской Федерации (28 июня 1994) — за заслуги в научной деятельности
- Изобретатель СССР (1986)
- почётный профессор Белорусской государственной сельскохозяйственной академии (2004)
- награждён орденами и медалями СССР и РФ, а также медалями ВДНХ и ВВЦ

## Научные труды
- «Основы внутрипочвенного орошения» / МСХА. — М., 1993. — 106 с.
- «Экологические аспекты оросительных мелиораций». — Саратов, 1997. — 124 с. — (Экология, здоровье и природопользование).
- «Мелиорация и водное хозяйство — орошение»: справ. / соавт.: А. П. Айдаров и др. — М.: Колос, 1999. — 432 с.
- «Адаптивные агромелиоративные ландшафты в земледелии: теория и практика развития» / соавт.: Н. Н. Дубенок, Ю. Г. Безбородов; Рос гос. аграр. ун-т — МСХА им. К. А. Тимирязева. — М., 2007. — 154 с.
- «Современные перспективные водосберегающие способы полива в Нижнем Поволжье»: моногр. / соавт.: А. С. Овчинников и др.; Волгогр. гос. с.-х. акад. и др. — Волгоград: Нива, 2010. — 243 с.
- «Мелиорация земель: учеб. для студентов вузов» / соавт.: А. И. Голованов, И. П. Айдаров. — М.: КолосС, 2011. — 823 с.
- «Оросительные мелиорации: учеб.пособие» /соавт. С. М. Григоров; Волгогр.гос.с.-х. акад. — Волгоград, 2011. — 121 с.